# Industrie
Pour les articles homonymes, voir Industrie (homonymie).
Ne doit pas être confondu avec Branche d'activité : le terme anglais « Industry » regroupe les deux notions, mais ce n'est pas le cas en français.
 (avril 2017).
Si vous disposez d'ouvrages ou d'articles de référence ou si vous connaissez des sites web de qualité traitant du thème abordé ici, merci de compléter l'article en donnant les références utiles à sa vérifiabilité et en les liant à la section « Notes et références ».
L'industrie est la production de biens grâce à la transformation des matières premières ou des matières ayant déjà subi une ou plusieurs transformations et à l'exploitation des sources d'énergie. Cependant, le terme « industrie », polysémique, recouvre originellement la plupart des travaux humains.
Oscillant depuis la préhistoire entre artisanat et mécanisation, l'activité industrielle des produits (qui ne concernent pas l'alimentation humaine) s'intensifie au tournant du XVIIIe siècle puis au XIXe siècle grâce à l'utilisation des énergies fossiles et l’application de nouvelles technologies : ce phénomène est appelé révolution industrielle et est concomitant à l'apparition du capitalisme. De profonds changements sociaux l'ont accompagnée alors que la société industrielle advenait. Ces transformations ont modifié l'industrie elle-même qui s'est rationalisée par :
- l'utilisation de machines, d'abord manuelles puis automatisées, impliquant une production en série et une notion d'échelle ;
- une division du travail, contrairement à l'artisanat où la même personne assure théoriquement l'ensemble des processus.

En matière de secteurs économiques, la loi des trois secteurs indique que l'industrie recoupe pour l'essentiel le secteur secondaire. Plusieurs classifications des secteurs de l’industrie existent, il est par exemple possible de distinguer l'industrie manufacturière de l'industrie d'extraction (qui appartient alors au secteur primaire), ou l'industrie des biens de consommation de l'industrie des biens de production.

## Historique
« Industrie » provient du terme latin industria, composé de indo, « dans », et struere, « bâtir », soit « celui qui construit par lui-même ». Il a longtemps signifié « habileté à faire quelque chose, invention, savoir-faire » et, par extension, métier que l'on exerce pour vivre (profession mécanique, artistique ou mercantile). Le mot a pris un sens plus restreint au XVIIIe siècle, peut-être à l'époque de Law et de son système qui indexe la monnaie non plus sur le métal — fluctuant sur la production des mines depuis Jacques Cœur au Moyen Âge — mais sur les terres arables, pour désigner « toute activité productive », c'est-à-dire toutes celles qui concourent à la production des richesses : « l'industrie agricole, l'industrie commerciale et l'industrie manufacturière ». Depuis le XIXe siècle, les activités relevant de l'agriculture sont exclues du champ de l'industrie qui désigne maintenant l'« ensemble des activités socio-économiques fondées sur la transformation des matières premières ».
Mais avant de s'imposer, le terme « industrie », qui est associé à « industrieux », désignant une personne habile de ses mains, a dû supplanter les expressions « arts et métiers » avec leurs corps de métier dans l'Ancien Régime, ou « arts et manufactures », « arts méchaniques », « arts industriels ». « Industrie » « se dit aussi des arts mécaniques et des manufactures en général, ordinairement par opposition à l'agriculture »,.

### Préhistoire

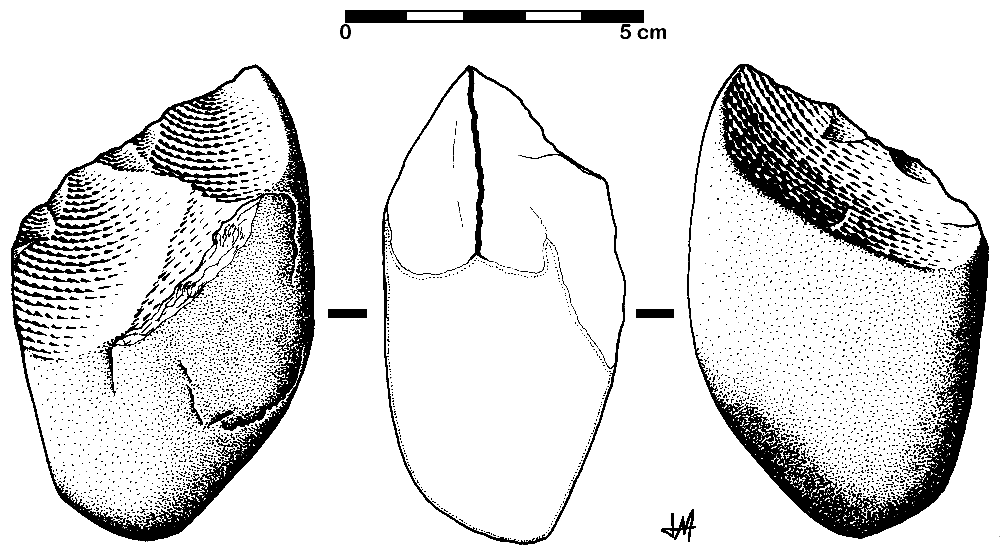
Existence d'une industrie lithique dans la péninsule ibérique : un galet taillé bifacial, province de Valladolid, Espagne.

Le tonneau, introduit par les Celtes de l'Europe du Nord, est adopté par la civilisation romaine dès le IIIe siècle en remplacement des amphores, fret si fragile du bassin méditerranéen ; son usage est systématisé au haut Moyen Âge (ici figuré dans un blason du Sud-Tyrol).

La Préhistoire voit l'apparition des premières activités humaines qui peuvent être qualifiées d'industrielles, en excluant celles qui sont liées à l'agriculture.
- L'homme préhistorique a besoin de nourrir sa famille, de se protéger des intempéries, des animaux sauvages, de ses ennemis : ce sont les premières motivations des activités qu'il exerce, dans le cadre des familles et des tribus où, très tôt, une spécialisation a dû exister, en fonction du sexe ou des aptitudes particulières de chacun.
- Le terme de Préhistoire n'a pas la même signification, en matière de chronologie, d'une civilisation ou d'un peuple à l'autre.
- L'homme se préoccupe davantage d'activités intellectuelles ou abstraites lorsque les besoins essentiels sont satisfaits, même si quelques communautés comme certains moines, ermites voire tribus savent concilier la satisfaction minimale des besoins de base et leur vie spirituelle.
- Les plus anciens témoins de l'activité humaine sont les objets en matériaux peu destructibles : ce sont les outils et armes en pierre, d'abord taillée, puis polie.
- Il est vraisemblable que d'autres techniques utilisant des matériaux végétaux ont été développées très tôt, mais les témoins ont disparu.
- La découverte des possibilités du feu a été la source de plusieurs progrès : métallurgie (du bronze puis du fer), poterie, eux-mêmes à la source d'autres développements.

### Antiquité
La poterie fut l'une des plus importantes industries de l'Antiquité. La production d'ateliers tels que La Graufesenque et Lezoux en témoigne. Dans ces ateliers, plusieurs dizaines de milliers de vases pouvaient en effet être cuits à chaque fournée.
La filature se développe dès cette époque autour de fibres végétales (genêt, etc.) ou animales (laine de moutons, etc.). La toile de genêt, tissu servant à confectionner entre autres des vêtements et des voiles de navires, est fabriquée par les Romains et les Carthaginois à l'aide de fibres de genêt d'Espagne.

### Moyen Âge

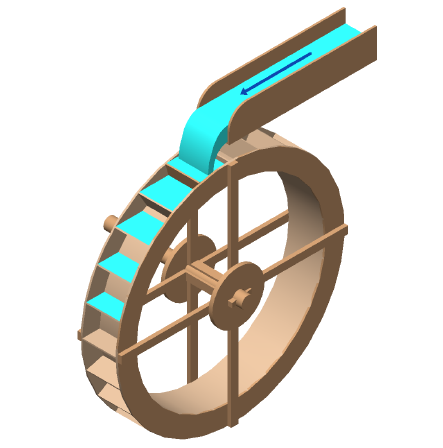
Schéma de principe en perspective d'un moulin à eau.

De nouvelles techniques apparaissent au Moyen Âge, et avec elles de nouvelles industrialisations. Le XIIIe siècle voit par exemple l'apparition de l'utilisation du charbon comme combustible. L'industrie drapière se développe en Flandre. Les nombreuses guerres nécessitent une production importante dans certains domaines. Ainsi, le Clos des galées à Rouen constitue un grand arsenal de la royauté française ; dans les années 1340, il parvient à livrer des projectiles (arcs et arbalètes) par dizaines de milliers, des armes et armures par dizaines, voire par centaines. La construction de châteaux forts ou de cathédrales associait des centaines d'hommes sur les chantiers.
La principale innovation « industrielle » du Moyen Âge est la généralisation du moulin, découvert à la fin de l'Antiquité, qui assujettit la force de l'eau ou du vent. Il y a certes les moulins pour le blé, mais les moulins trouvent d'autres usages : moulin à fouler ou fouleret, moulin à tan, à papier, etc.
Dans d'autres ateliers, on fabrique manuellement des parchemins en grande quantité, qui seront ensuite utilisés par le clergé ou même par des philosophes en Afrique du Nord et en Andalousie.

### Renaissance

Symbole de l'architecture de la Renaissance, le Dôme de Brunelleschi (achevé en 1436) à Florence (Italie) préfigure une systématisation des progrès obtenus dans les techniques de construction.

La Renaissance a été plutôt marquée par un renouveau de l'artisanat lors de la construction et de l'embellissement des châteaux bâtis par les princes et les rois, résidences qui perdent peu à peu leur vocation guerrière au profit du palais de prestige ; seules les industries de l'armement et des appartenances (vêtements, teintures, tapis, porcelaines) ont prospéré.

### XVIIesiècle

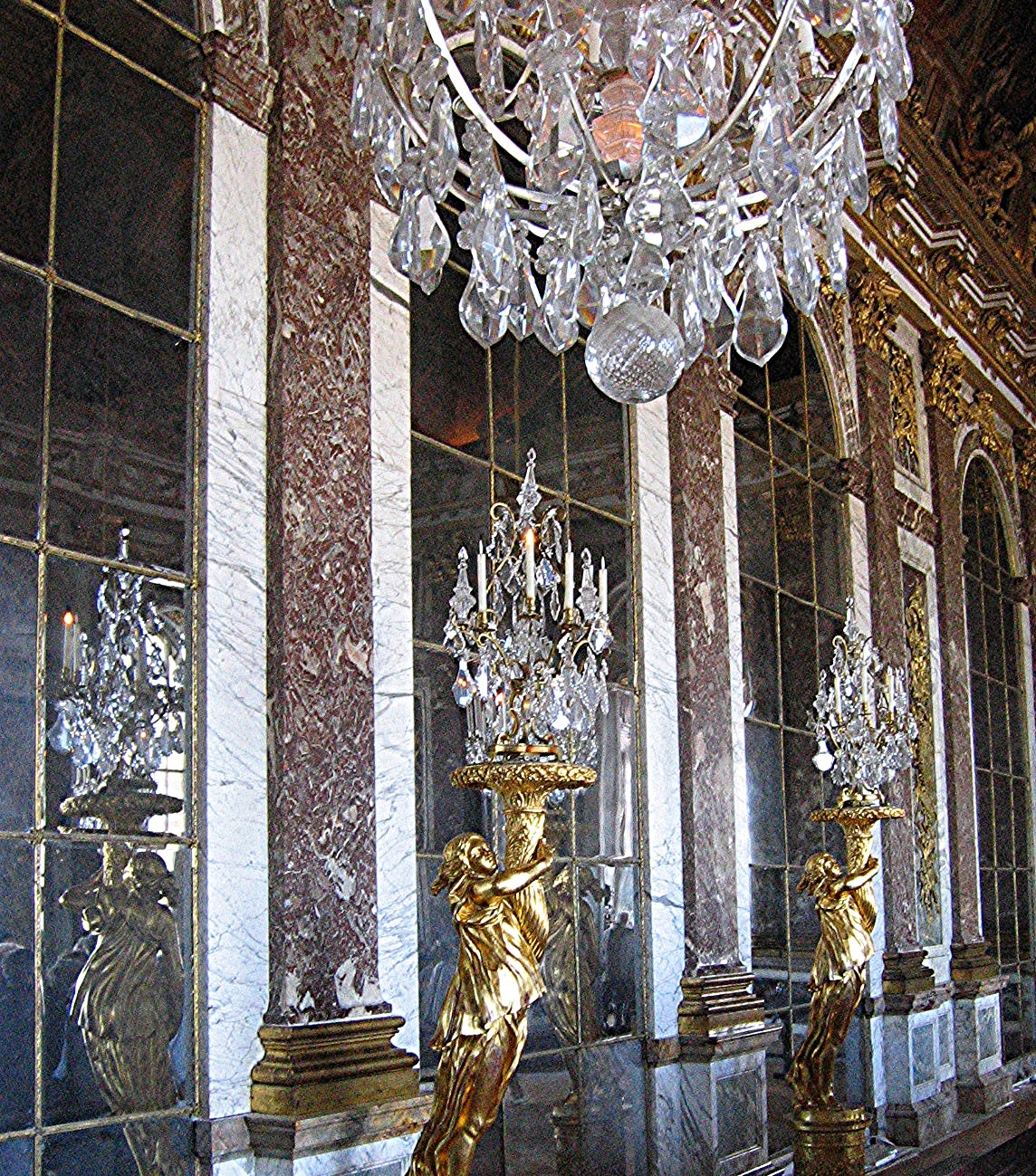
Miroirs de la galerie des Glaces à Versailles ; le premier procédé de manufacture, fondé sur le mercure, était si toxique que les ouvriers y étaient sacrifiés.

Au XVIIe siècle, en France, Jean-Baptiste Colbert développe les manufactures dont les Gobelins, la manufacture d'armes de Saint-Étienne, la manufacture de tapisserie de Beauvais (1644), la manufacture de tapis d'Aubusson, la « manufacture de glaces, cristaux et verre » de Reuilly (qui deviendra Saint-Gobain), la bonneterie de Troyes, la draperie d'Abbeville, la papeterie d'Angoulême. La faïence remplace alors la céramique et de grands centres de production sont créés comme la manufacture de Rouen.
En Allemagne, Leibniz montre qu'une société naturelle produit une économie de travail, créant alors la notion d'économie pour créer des produits.

### XVIIIesiècleetXIXesiècle

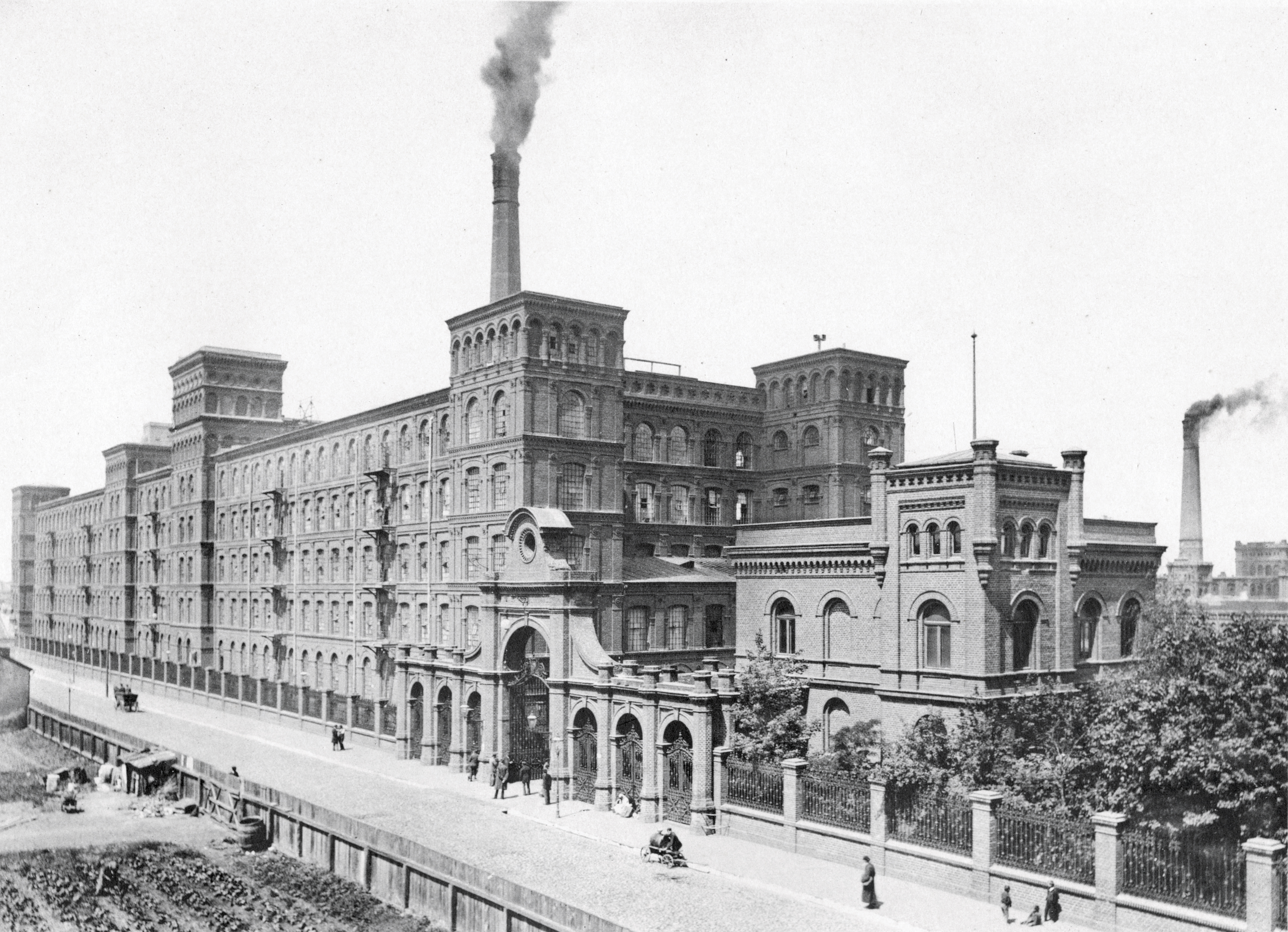
Vues de Łodz représentant. Photographie de Bronisław Wilkoszewski en 1896.

L'âge industriel est aussi important que l'apparition de l'agriculture au Néolithique : il y apparaît en effet une idée de rupture avec le passé. L'âge industriel est caractérisé par une croissance durable et irréversible de la production industrielle, accompagnée de transformations dans l'organisation de la production et dans les sociétés. En 1746, les jeunes entrepreneurs Jean-Jacques Schmalzer, Samuel Koechlin, Jean-Henri Dollfus et Jean-Jacques Feer créent une manufacture de tissus à Mulhouse. L'industrie se développera de manière fulgurante dans cette ville protestante, qui est alors une cité-État connue sous le nom de république de Mulhouse.
Les créations de manufactures se poursuivent au XVIIIe siècle : une manufacture de porcelaine s'établit au château de Vincennes avant de déménager à Sèvres où elle se fera une réputation.
Malgré les crises difficilement reçues par les contemporains, la tendance générale de la période 1790-1939 est caractérisée par l'expansion.
La première révolution industrielle commence aux alentours de 1790, pour se terminer aux prémices de la suivante. Les inventions motrices de cette période sont liées à la vapeur et au charbon ; son centre d'activité principal est le Royaume-Uni, puis, quelques décennies plus tard, la révolution industrielle touche la Belgique, ultérieurement, le nord de la France, la Suisse, et enfin l'Allemagne.
La deuxième révolution industrielle commence aux alentours de 1850, et s'arrête aux environs de la fin de la Seconde Guerre mondiale. Les inventions principales de cette période ont un rapport direct avec l'exploitation des découvertes en électricité.
Trois facteurs ont permis à cette deuxième révolution industrielle d'aboutir :
- la révolution technologique (Henri Bergson parle de « poussée inventive » du XIXe siècle). Il s'agit d'inventions essentiellement européennes. De nouveaux modes de production apparaissent, ainsi que de nouvelles formes de transport (chemin de fer) et de communication (télégraphe, téléphone). Les matériaux utilisés ne sont plus les mêmes ;

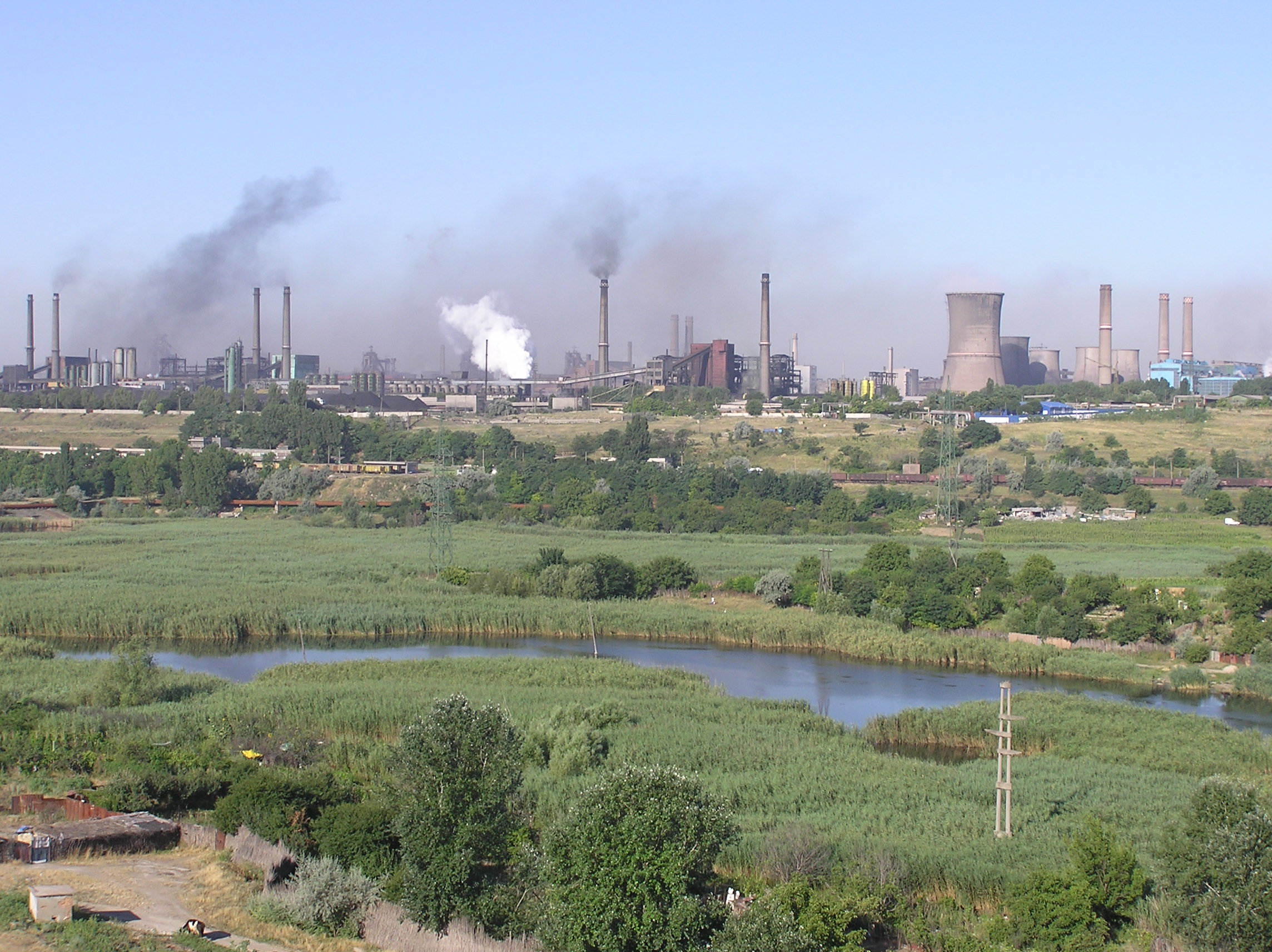
Zone industrielle de Galati, appartenant à Mittal Steel : dans une économie mondialisée, le secteur sidérurgique est, comme d'autres, l'objet de phénomènes marqués de concentration au motif d'assurer des économies d'échelle.

- l'accumulation du capital. Puisque la richesse se fonde sur les investissements, on pense à aller chercher l'argent chez les particuliers : c'est ainsi que les actions pour des petits porteurs (dites « gouttelettes du capital ») deviennent plus courantes aux États-Unis ; ailleurs, cela reste marginal. De plus, la création et le développement des banques de dépôt favorisent aussi la croissance ;

- la réorganisation des entreprises, avec deux modifications majeures : dans la structure, et dans l'organisation du travail :
  - structurellement, on passe d'un atelier familial à l'usine (plus de 50 personnes), et à la grande firme. On tente de mieux maîtriser les coûts : la maîtrise s'étend de la matière brute au produit fini, et de nouveaux modes de gestion du marché apparaissent. Un trust est une compagnie avalant de petites entreprises (qui perdent leur indépendance) tandis qu'un cartel est une alliance d'entreprises (généralement placées sur le même segment de marché), ces dernières restants autonomes,
  - dans l'organisation du travail, la notion d'organisation scientifique du travail (OST) apparaît, avec deux idées : le fordisme et le taylorisme, qui introduisent la production en série, le minutage du travail, et le travail à la chaîne.

La révolution industrielle s'est accompagnée de profonds changements sociaux. Le penseur de la société industrielle en France a été Claude-Henri de Rouvroy de Saint-Simon (1760-1825). Il a décrit le « passage de l'âge théologique et féodal à l'âge industriel et positif ». Il a donné lieu au courant du saint-simonisme très actif au XIXe siècle et dans la première moitié du XXe siècle.

### XXesiècleet début duXXIesiècle

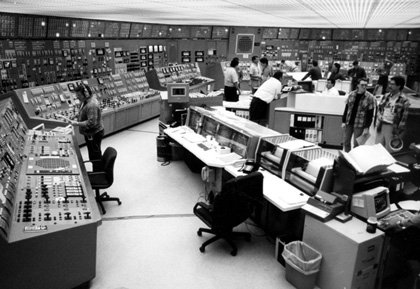
Salle contrôlant la production d'une centrale nucléaire située sur le territoire des États-Unis. La politique énergétique d'un pays est corrélée à sa politique industrielle.

Au XXe siècle, grâce surtout à l'utilisation de combustibles fossiles, les activités industrielles ont été multipliées par 50, alors que la population mondiale a triplé, et que le volume de l'économie mondiale a été multiplié par 20, et la consommation de combustibles fossiles par 30.
- Des découvertes importantes dans le domaine de la physique nucléaire ont permis et permettent encore des évolutions en cascades dans les techniques de l'information et de l'électronique. Ces nouvelles techniques accélèrent, voire autorisent, la résolution de certains problèmes posés aux ingénieurs de recherche en industrie.
- Les applications de l'énergie nucléaire sont le pur produit de ces développements croisés et complémentaires.
- La révolution numérique liée à l'informatique, liée elle-même à l'électronique, apporte une souplesse accrue dans la gestion des procédés et génère des retombées dans tous les domaines de l'activité humaine.
- Biotechnologies.
- L'expression industrie de la langue est apparue dans les années 1980 pour désigner les entreprises travaillant dans le domaine du traitement automatique des langues ou de la linguistique informatique.

### Prospective
Des avancées technologiques sont susceptibles de conduire à un développement de l'industrie dans les domaines :
- technologies de l'information en intelligence collective ;
- industrie nucléaire : réacteurs nucléaires de génération IV et fusion nucléaire ;
- nanotechnologies ;
- prolongements de l'industrie des biotechnologies ;
- aéronautique.

Les termes révolution de l'information ou société post-industrielle décrivent les tendances économiques, sociales et technologiques actuelles au-delà de la révolution industrielle.

## Techniques: le processus industriel
Le caractère industriel d'une activité est étroitement lié au processus de production mis en œuvre : division du travail, spécialisation et répétitivité des tâches, donc mécanisation, développement et spécialisation des fonctions administratives et de support, etc.
On peut consulter les thèmes suivants :
- conception, design ;
- production, productique ;
- logistique ;
- gestion d'entreprise ;
- gestion des ressources humaines ;
- sécurité, sécurité industrielle ;
- prévention, gestion des risques ;
- gestion de la qualité ;
- comptabilité ;
- contrôle de gestion.

### Industrie et propriété intellectuelle
Dans toute forme d'industrie, on retrouve un procédé, une méthode de production. Souvent, leurs inventeurs cherchent à les protéger pour éviter que d'autres ne viennent les concurrencer. C'est en partant de ce principe de propriété intellectuelle, qu'ont été mis au point un certain nombre d'outils juridiques utilisés pour protéger un procédé, comme le brevet.
Ensuite, entre le fournisseur et le client, apparaît la notion de contrat, qui fixe par écrit les termes d'un accord (commercial, d'assistance technique, de formation, de service après-vente, etc.).

## Secteur industriel

### Classifications
L’industrie fait essentiellement partie, par convention, du secteur secondaire, secteur définis dans les systèmes de comptabilité nationale ; elle produit des biens matériels. On distingue l’industrie manufacturière et les industries d'extraction plutôt classées dans le secteur primaire.
Un découpage a priori de l'industrie en fonction des destinations des produits (bien de consommation, bien d'équipement, biens intermédiaires), recouvre une réalité économique caractérisée par la part relative des équipements et de main-d'œuvre dans la valeur ajoutée que l'on peut qualifier de capitalistique et non pas une convention de statisticien ou de comptable national. D'autres variables, comme la structure financière, celle de l'emploi, la croissance peut conduire à décomposer l'industrie en grands groupes de secteurs. Ceux-ci ne sont plus exclusivement caractérisés par la destination des produits. On distingue alors :
- les industries de biens de consommation traditionnels (C) : industrie textile, industrie de l'habillement, industrie du cuir, industrie du bois, presse-édition, industries diverses, ont des équipements légers pour une main-d'œuvre très abondante. Elles sont fin XXe siècle peu concentrées, peu endettées à long et moyen terme, et ont une croissance assez faible ;
- les industries de biens d'équipement (E) : industrie automobile, construction électrique, construction mécanique, construction navale et aéronautique, ont des équipements plus lourds, une proportion moindre d'ouvriers, sont assez concentrées, endettées, mais connaissent une croissance très rapide ;
- les industries de biens intermédiaires (I) : sidérurgie, transformation des métaux, industrie chimique, industrie verrière, métaux non ferreux, industrie du papier, matériaux de construction, ont les équipements les plus lourds, une main-d'œuvre peu qualifiée. Elles sont très concentrées, peu endettées à court terme et connaissent une croissance moyenne.

Cette classification a été proposée par Alain Desrosières en 1972. Elle visait à pallier un système de classification fragmenté d'un assez grand nombre de secteurs qui freine tout effort de synthèse. La séparation (entre E et I) est fondée sur la place dans la filière de production. Le groupe I élabore les matières premières, que le groupe E transforme en produits ouvrés très complexes. Les différences entre ces deux groupes relèvent donc surtout du degré de complexité des productions. En particulier, cette complexité plus grande des activités du groupe E expliquerait sa moins grande mécanisation (en 1972), et la part plus grande de la main-d'œuvre que dans le groupe I. « En revanche, la séparation entre le groupe C et les deux autres serait beaucoup plus historique : les industries du groupe C sont plus anciennes et traditionnelles, elles sont beaucoup moins avancées dans la mutation vers le mode de production capitaliste concentré et moderne qui est le propre des deux autres groupes ».
Il existe de nombreuses classifications types des industries.
Début XIXe siècle, dématérialisant de nombreux produits et services, d'autres industries apparaissent :
- de services (ex : industrie de la banque et assurance, de l'éducation, etc.) ;
- des biens culturels (ex : musique, films, etc.).

### Énergie
Même si les industries permettent de réaliser une certaine économie de travail favorisant la créativité humaine,, le secteur de l'industrie est un secteur d'utilisation de l'énergie des plus importants.

#### Dans le monde
Le secteur de l'industrie selon l'Agence internationale de l'énergie comprend, : 
- industrie sidérurgique (International Standard Industrial Classification — ISIC Groupe 241 et Classe 2431) ;
- industrie chimique et pétrochimique (ISIC Divisions 20 et 21), à l'exclusion des matières premières pétrochimiques ;
- industries de base des métaux non ferreux (ISIC Groupe 242 et Classe 2432) ;
- minéraux non métalliques tels que le verre, la céramique, le ciment, etc. (ISIC Division 23) ;
- matériel de transport (ISIC Divisions 29 et 30) ;
- machines, produits métalliques ouvrés, machines et équipements autres que les équipements de transport (ISIC Divisions 25 à 28] ;
- mines (à l'exclusion des combustibles) et carrières (ISIC Divisions 07 et 08 et groupe 099] ;
- nourriture et tabac (ISIC Divisions 10 à 12) ;
- papier, pâte à papier (ISIC Divisions 17 et 18) ;
- bois et produits du bois (autres que les pâtes et papiers) (Division 16) ;
- construction (ISIC Divisions 41 et 43) ;
- textile et cuir (ISIC Divisions 13 à 15) ;
- etc. (ISIC Divisions 22, 31 et 32).

#### Aux États-Unis

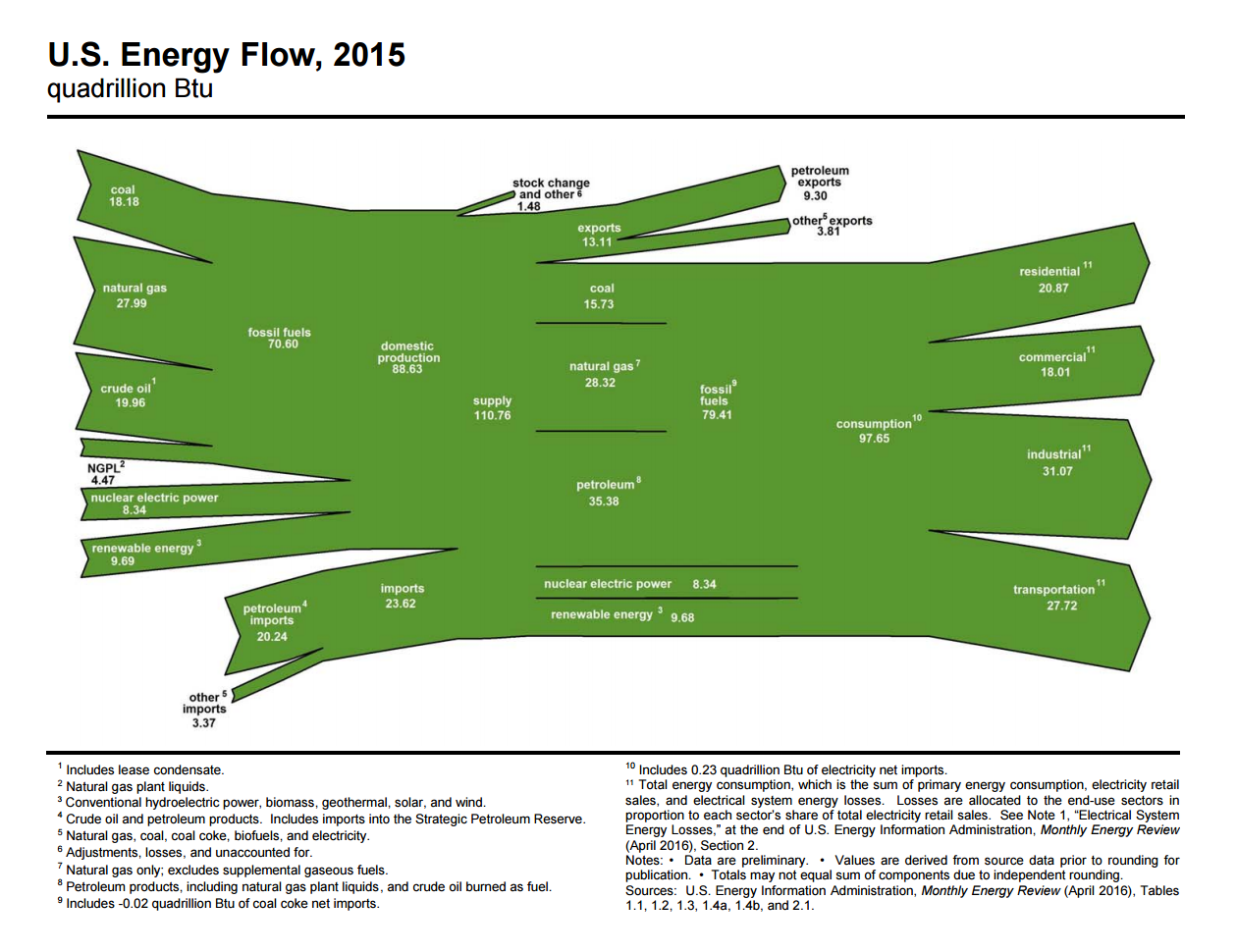
Flux d'énergie aux États-Unis en 2015.

Le secteur de l'industrie selon l'Energy Information Administration américaine comprend toutes les installations et tous les équipements utilisés pour la production, le traitement ou l'assemblage des marchandises et bien de consommations.
Le secteur industriel englobe les types d'activités de fabrication suivants (codes 31-33 du Système de classification des industries de l'Amérique du Nord — SCIAN) :
- l'agriculture, la foresterie, la pêche et la chasse (code 11 du SCIAN) ;
- l'extraction minière, y compris l'extraction du pétrole et du gaz (code 21 du SCIAN) ;
- la construction (code 23 du SCIAN).

La consommation globale d'énergie dans ce secteur est en grande partie attribuable à la chaleur industrielle, à la réfrigération et à l'alimentation des machines, des quantités moindres étant utilisées pour le chauffage, la climatisation et l'éclairage des installations. Les combustibles fossiles sont également utilisés comme intrants de matières premières pour les produits manufacturés. Ce secteur comprend les générateurs qui produisent de l'électricité et/ou une production thermique utile principalement pour soutenir les activités industrielles susmentionnées.

### Environnement
Tous les secteurs industriels, pour produire des biens matériels, sont des grands consommateurs de ressources naturelles et générateurs de pollutions diverses. Les secteurs industriels engendrent de la pollution des sols, de l'atmosphère terrestre, ou des nappes phréatiques.
Les sites industriels interfèrent avec le milieu naturel : occupation de l'espace, perturbation des équilibres physico-chimiques et écologiques. Ces perturbations cumulées peuvent mener à une crise environnementale.
Afin de limiter les impacts sur les milieux naturels ainsi que les impacts sociaux, la communauté internationale a élaboré depuis les années 1980 des politiques de développement durable, qui se traduisent dans les entreprises par la responsabilité sociétale des entreprises.

### Politique industrielle
Les entreprises du secteur industriel sont soumises au même environnement que les autres entreprises.
Les autorités publiques essayent parfois d'accueillir ou de maintenir de grands sites industriels dans des territoires particuliers, à des fins d’aménagement du territoire. Pour cela, elles peuvent utiliser des subventions ; par exemple, l’Union européenne a versé des subventions aux industries qui étendent ou installent des sites de production dans la ville de Valenciennes, en France, la zone étant jugée en retard économique.